# Arthur Donaldson
Arthur Donaldson, född 5 april 1869 i Norsholm, död 28 september 1955 på Long Island, New York, var en svensk-amerikansk skådespelare och sångare.

## Biografi
Donaldson föddes i Sverige, men flyttade vid 14 års ålder till USA där han gjorde "en hastig scenisk karriär" och filmdebuterade år 1910. Han återkom under en period på 1910-talet till Sverige, bland annat för engagemang hos Albert Ranft på Oscarsteatern, och gjorde under denna tid ett par svenska filmer varav en som regissör och manusförfattare. Han återvände därefter åter till USA där han fortsatte att vara aktiv som filmskådespelare fram till 1934. Totalt gjorde han mer än 70 filmroller.

## Filmografi som skådespelare (urval)
- 1910 – A Lad from Old Ireland
- 1911 – The Colleen Bawn
- 1911 – Arrah-na-Pogue
- 1912 – Musikens makt
- 1913 – En skärgårdsflickas roman
- 1914 – The Day of Days
- 1914 – Tricking the Government
- 1917 – Enlighten Thy Daughter
- 1921 – The Silver Lining
- 1922 – Find the Woman
- 1922 – When Knighthood Was in Flower
- 1924 – Yolanda
- 1924 – America
- 1924 – The Bandolero
- 1925 – The Swan
- 1925 – Fifty-Fifty
- 1925 – Domen (ljudfilm)
- 1926 – Love 'Em and Leave 'Em
- 1926 – Retribution (ljudfilm)

## Filmografi som regissör
- 1913 – En skärgårdsflickas roman (även manus)
- 1916 – The Salamander
- 1925 – Domen
- 1926 – Retribution

## Teater

### Roller (ej komplett)
| År   | Roll        | Produktion                                       | Regi                 | Teater        |
| ---- | ----------- | ------------------------------------------------ | -------------------- | ------------- |
| 1911 | Hans Ritter | Det stora geniet Edmund Eysler och Felix Dörmann | Carl August Söderman | Oscarsteatern |